# Acontia asbenensis
Acontia asbenensis är en fjärilsart som beskrevs av Rothschild 1921. Acontia asbenensis ingår i släktet Acontia och familjen nattflyn. Inga underarter finns listade i Catalogue of Life.